# Dəllər (Şəmkir)
Dəllər è un comune dell'Azerbaigian situato nel distretto di Şəmkir.